# Bertrand Dawson, 1. Viscount Dawson of Penn

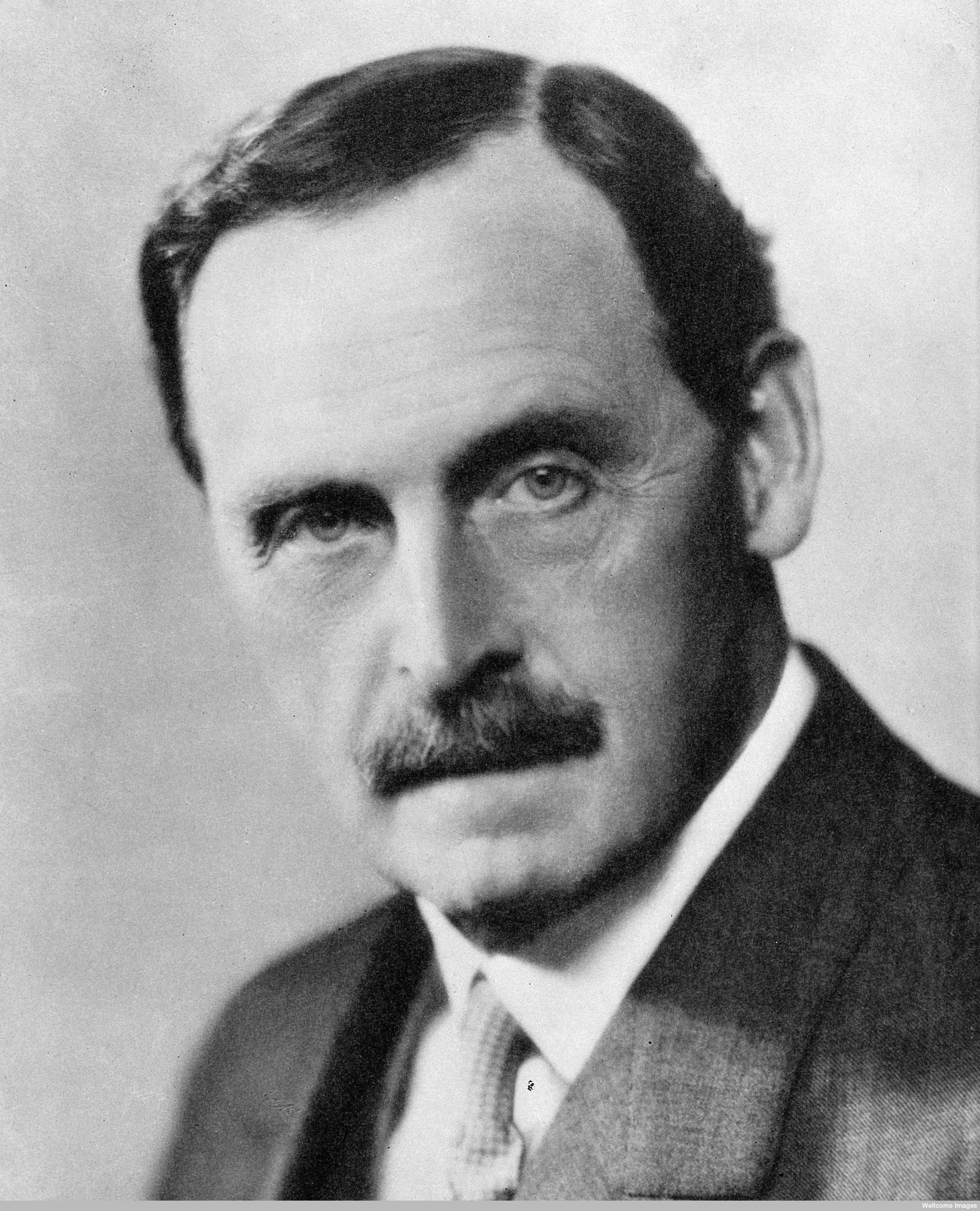
Bertrand Dawson, 1. Viscount Dawson of Penn

Bertrand Edward Dawson, 1. Viscount Dawson of Penn (* 9. März 1864 in Croydon; † 7. März 1945 in London) war ein britischer Mediziner. Dawson war unter anderem Leibarzt der britischen königlichen Familie sowie Präsident des Royal College of Physicians.

## Leben und Tätigkeit
Dawson war der vierte Sohn des Architekten Henry Dawson und seiner Frau Frances, geborene Wheeler. Er besuchte die St. Paul’s School in London und anschließend ab 1879 das University College London, das er 1888 mit dem Abschluss eines Bachelor of Science verließ. Es folgte die Ausbildung zum Mediziner am Royal London Hospital. Hier erwarb er 1893 den Abschluss eines Doctor of Medicine (MD).
Nachdem Dawson einige Jahre als Arzt gearbeitet hatte, wurde er 1907 als Arzt in den Dienst der britischen Königsfamilie aufgenommen. Offiziell führte er die Bezeichnung eines physician-extraordinary für König Eduard VII. 1910 wurde er unter dem neuen König George V. zum physician-in-ordinary erhoben. Bereits seit 1890 war Dawson Mitglied des Royal College of Surgeons und seit 1903 Fellow des Royal College of Physicians.
Während des Ersten Weltkriegs (im November 1914) erhielt Dawson den Rang eines Colonel im Royal Army Medical Corps. Von 1915 bis 1919 wurde er als Mediziner an der Westfront eingesetzt und bis in den Rang eines Major-General befördert.
Nach dem Krieg war Dawson weiterhin bis 1936 Leibarzt von König George V. Zusätzlich war er von 1928 bis 1930 Präsident der Royal Society of Medicine und von 1930 bis 1937 Präsident des Royal College of Physicians.
Dawson betreute George V. auch am 20. Januar 1936, als dieser auf dem Sterbebett lag, und beschleunigte seinen Tod um einige Stunden, indem er dem König eine tödliche Mischung von Kokain und Morphium in eine Halsvene injizierte. Die von ihm geleistete aktive Sterbehilfe dokumentierte Dawson in seinem Tagebuch, das erst 1986 veröffentlicht wurde. Dort erklärt er, dass er dem König einen langgezogenen und erniedrigenden Todeskampf habe ersparen wollen und auf diese Weise die Würde des Monarchen in seiner Agoniephase schützen sowie die Nerven der übrigen im Sterbezimmer anwesenden Personen schonen wollte. Außerdem wollte Dawson, wie er weiter in seinem Tagebuch schreibt, sicherstellen, dass der Tod des Königs früh genug eintreten würde, um in der Morgenausgabe der Times, die er als die wichtigste und würdigste Zeitung des Landes ansah, veröffentlicht werden zu können. Bei einem späteren Eintreten des Todes, so fürchtete Dawson, würde die Öffentlichkeit durch eine Boulevard-Zeitung davon erfahren.
Obwohl Dawsons Rolle beim Tod des Königs also erst Jahrzehnte später zur Gewissheit wurde, war schon bei den Zeitgenossen eine vage Ahnung vorhanden, dass der Leibarzt beim Tod des Königs etwas „nachgeholfen“ hatte. So lautete ein damals weit verbreiteter Knittelvers: „Lord Dawson of Penn/ Killed many men./ That's why we sing/ 'God Save the King'“.
Bei einer Abstimmung im Oberhaus im Jahr 1936, in dem eine Gesetzesvorlage zum Thema Sterbehilfe erörtert wurde, wandte Dawson sich gegen eine legalisierte Euthanasie, was nach seiner Ansicht in erster Linie durch den behandelnden Arzt und nicht durch kodifizierte Gesetzestexte entschieden werden sollte.
1939 unterzeichnete Dawson einen von der britischen Regierung initiierten Aufruf an das deutsche Volk, sich von der Herrschaft der Nationalsozialisten loszusagen, der wiederholt über die Auslandssender der BBC verlesen wurde. Im Frühjahr 1940 wurde er dann vom Reichssicherheitshauptamt in Berlin als Staatsfeind des NS-Staates eingestuft und mit Verweis auf seine Unterschrift unter den genannten Aufruf auf die Sonderfahndungsliste G.B. gesetzt, ein Verzeichnis von Personen, die im Falle einer erfolgreichen deutschen Invasion Großbritanniens durch die Sonderkommandos der SS-Einsatzgruppen mit besonderer Priorität ausfindig gemacht und verhaftet werden sollten.

## Ehrungen
1911 wurde Dawson als Knight Commander des Royal Victorian Order (1911) geadelt und 1918 zum Knight Grand Cross des Royal Victorian Order erhoben. 1919 wurde er auch Knight Commander des Order of St. Michael and St. George und 1926 Knight Commander des Order of the Bath.
1920 wurde er als Baron Dawson of Penn, of Penn in the County of Buckingham, zum erblichen Peer erhoben und wurde damit Mitglied des House of Lords. Am 30. Oktober 1936 folgte die Erhebung zum Viscount Dawson of Penn, of Penn in the County of Buckingham.
1929 wurde Dawson Mitglied des britischen Kronrates (Privy Council).

## Familie
Dawson heiratete am 18. Dezember 1900 mit Minnie Ethel Yarrow. Mit dieser hatte er drei Töchter: Sybil Frances Dawson (1904–1977), Ursula Margaret Dawson (1907–1999) und Rosemary Monica Dawson (1913–1998). Da er keinen Sohn hatte, erloschen seine Adelstitel mit seinem Tod.